# Emilio Estevez

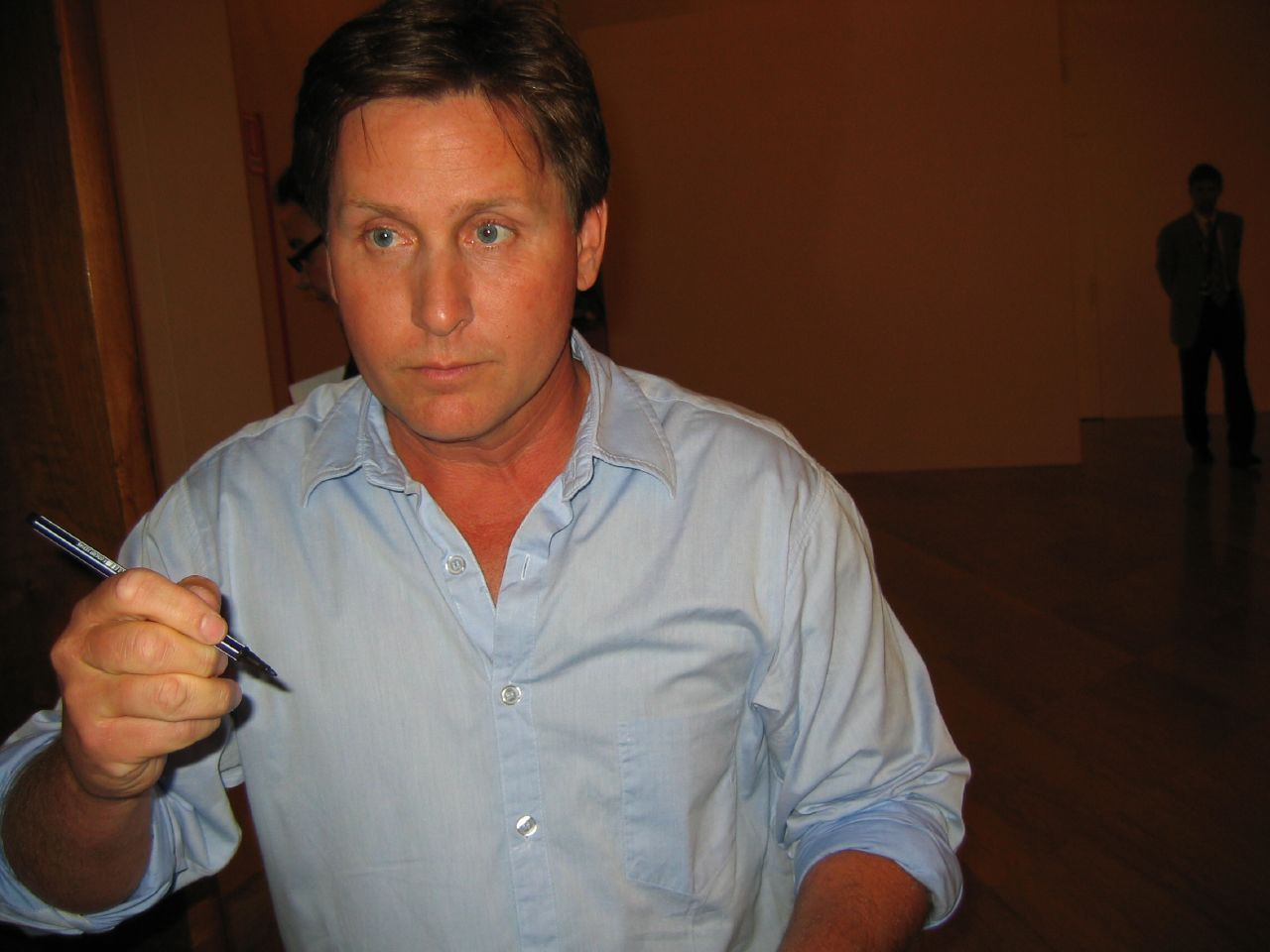
Emilio Estevez la Festivalul de Film de la Veneţia, în 2006

Emilio Estevez (născut la 12 mai 1962, Staten Island, New York) este un actor american, regizor de film și scenarist. Este cunoscut pentru interpretările sale actoricești în filme ca Repo Man, The Mighty Ducks și continuările sale, Maximum Overdrive, Bobby (de asemenea scenariul și regia).
1. ↑  Emilio Estevez, GeneaStar
2. ↑  Emilio Estevez, SNAC, accesat în 9 octombrie 2017
3. ↑  „Emilio Estevez”, Internet Movie Database, accesat în 14 octombrie 2015
4. ↑  Emilio Estevez, Opća i nacionalna enciklopedija
5. ↑  „Emilio Estevez”, Internet Movie Database, accesat în 22 septembrie 2021
6. ↑  Autoritatea BnF, accesat în 10 octombrie 2015
7. ↑  CONOR.SI[*] Verificați valoarea |titlelink= (ajutor)